# 山姆·韦尔斯福德
山姆·韦尔斯福德（英語：Sam Welsford，1996年1月19日—）来自西澳大利亚州珀斯，是一名澳大利亚男子自行车运动员。他在大约七岁时时常看到他父亲在早上骑自行车，之后他开始对自行车感兴趣。